# Waitin' on a Sunny Day
Waitin' on a Sunny Day is een nummer van de Amerikaanse rockzanger Bruce Springsteen uit 2003. Het is de derde en laatste single van zijn twaalfde studioalbum The Rising.
Het thema van het nummer is om je weer gelukkig te voelen. Het nummer werd een klein hitje in Spanje, Italië en Zweden. In Nederland bereikte het slechts de 5e positie in de Tipparade. Toch verwerft het nummer daar wel populariteit, en heeft het bijvoorbeeld sinds 2009 in iedere editie van de Top 2000 gestaan.

## NPO Radio 2 Top 2000
| Nummer met noteringen in de NPO Radio 2 Top 2000 | '09  | '10  | '11  | '12  | '13 | '14 | '15 | '16 | '17 | '18 | '19 | '20  | '21  | '22  | '23  | '24  |
| ------------------------------------------------ | ---- | ---- | ---- | ---- | --- | --- | --- | --- | --- | --- | --- | ---- | ---- | ---- | ---- | ---- |
| Waitin' on a Sunny Day                           | 1156 | 1158 | 1391 | 1164 | 664 | 911 | 968 | 672 | 945 | 973 | 867 | 1031 | 1053 | 1006 | 1082 | 1108 |

1. ↑  Een vetgedrukt getal geeft de hoogste notering aan.
2. ↑  2009 was het eerste jaar met een notering voor dit nummer.

E Street Band: Bruce Springsteen · Roy Bittan · Nils Lofgren · Patti Scialfa · Garry Tallent · Steven Van Zandt · Max Weinberg
Jake Clemons · Charles Giordano · Soozie Tyrell
Voormalige leden: Ernest Carter · Clarence Clemons · Danny Federici · Vini Lopez · David Sancious
Voormalige tourmuzikanten:
Everett Bradley · Barry Danielian · Clark Gayton · Curtis King · Suki Lahav · Ed Manion · The Miami Horns · Cindy Mizelle · Michelle Moore · Tom Morello · Curt Ramm · Jay Weinberg